# Las Marujitas
Las Marujitas es como se conoce al grupo de tres personajes femeninos creado originalmente en 1986 por el escritor Luis Miguel Campos en la obra de teatro ecuatoriana La Marujita se ha muerto con leucemia, que continuaron con varios spin-offs en otras piezas relacionadas y son representadas por las actrices Elena Torres (Cleta), Juana Guarderas (Abrilia) y Martha Ormaza (Encarna).

## Historia
La obra principal que dio vida a las Marujitas nació originalmente en el año 1986, escrita por Luis Miguel Campos con el nombre de La Marujita Donoso se ha muerto de leucemia, como una farsa que se desliza a través de tres actrices que representan a Quito, Cuenca y Manabí, y que se sientan en un cómodo sofá de la sala de cualquier casa a chismear frente a una mesa de té, mientras una amiga común se encuentra en agonía. Al final suena el teléfono y reciben la mala noticia de su muerte, se deprimen, pero vuelven a tocar temas triviales como si no hubiése sucedido nada.
Aunque la obra original de Campos no fue publicada, sí fue adaptada exitosamente por el director Guido Navarro en 1990 con el nombre de La Marujita se ha muerto con leucemia. Desde entonces y hasta 2012 la habían presentado unas 1.800 veces, además de otras tres obras mayores, al menos 300 cápsulas, programas de radio y televisión, spots y campañas para la educación ciudadana.
En 2003 Las Marujitas llevaron la obra a los teatros madrileños, y en agosto de 2008 iniciaron una serie de actuaciones en todo el país para celebrar sus veinte años en los escenarios, convirtiéndose en el grupo teatral con más presentaciones en la historia ecuatoriana.
En 2018, tras el fallecimiento de Martha Ormaza, el primer montaje de Las Marujitas fue "Las Marujitas entre ineptos y tereques", como un homenaje póstumo a la actriz.

## Línea argumental
A pesar de que el guion de Campos fue adaptado originalmente para la obra concreta de La Marujita se ha muerto con leucemia, estrenada el 7 de noviembre de 1990, su línea argumental y personajes se han extendido a otras obras secundarias y spots en los que sus personajes hacen una representación caricaturesca de la idiosincrasia de ciertas regiones ecuatorianas, usando las técnicas del teatro gestual, el lenguaje del clown y del bufón.
Tanto en la obra original como en sus spin-offs, los tres personajes tocan principalmente el tema del regionalismo en Ecuador, provocando en el público la capacidad de reírse de sí mismo, su campanilismo y su incapacidad de tolerar la diversidad étnica y cultural del país. El lenguaje coloquial y corporal de cada región de la que provienen los personajes fueron investigación de las actrices, que tuvieron la libertad de hacer cambios en el guion.

### Personajes
Cleta, Abrilia y Encarna son tres damas de avanzada edad y estatus social medio-alto que conforman Las Dignas Damas del Comité, un grupo de que se reúne para tratar asuntos relacionados con la organización de actos de beneficencia. En sus reuniones el trío intercambia experiencias, chismes frescos y conversan entre sí tratando de conservar las apariencias, aunque el objetivo de las reuniones no se concreta por la falta de concentración de las damas, una escena típica en cualquier región de Ecuador.
Las historias se desarrollan en torno a estas tres mujeres, representadas siempre por las mismas actrices:
- Elena Torres como Cleta, la quiteña[13]
- Juana Guarderas como Abrilia, la cuencana[14]
- Martha Ormaza como Encarna, la manabita[15]

### Spin-offs
En el spin-off de 2006, Las Marujas Navideñas, las tres mujeres reúnen su Comité para organizar un clásico agasajo por esas festividades decembrinas, pero se encuentran en aprietos al no poder completar su pesebre, por lo que establecen un juego cómico con el público para inducirlos a formar parte de él.
En Las Marujas Asambleístas, lanzada en el año 2007, los personajes se preparan juntos para un importante evento de gala que resulta ser el lanzamiento de un movimiento político y de sus propias candidaturas a la Asamblea Constituyente, mientras arman la estrategia para financiar la campaña y exponen sus propuestas que van desde lo absurdo hasta lo más realista pero irreverente.
El 2008 se estrenó Las Marujas: ¡que viejas para verdes!, que inicia con una pesadilla de Abrilia sobre el fin del mundo, y que lleva al trío de amigas en un viaje para constatar el estado de la naturaleza del país y tomar medidas para salvarla. La obra busca mirar la naturaleza ecuatoriana desde una nueva perspectiva en que el público es un espectador activo de su potente y delicada belleza, su riqueza natural, y debe apostar por su conservación.
Las Marujas Entre Memorias y Efemérides, de 2014, es una antología que propone un mosaico de las mejores escenas de estas tres mujeres ficticias, además de situaciones y gags de sus otras piezas teatrales.
En 2018 se realizó Las Marujas entre ineptos y tereques, como homenaje póstumo a la actriz Martha Ormaza, intérprete de Encarna, fallecida en ese año.

## Equipo
El equipo original de La Marujita se ha muerto con leucemia estuvo conformado por:
- Luis Miguel Campos - Guionista
- Guido Navarro - Director
- Enrique Váscones, José Luis Celi y Diego Rojas - Escenografía
- Carolina Váscones - Coreografía
- Tiziana Cipriani - Vestuario

## Obras
| Obra                                    | Escenario         | Primera presentación | Última presentación | Ref.          |
| --------------------------------------- | ----------------- | -------------------- | ------------------- | ------------- |
| La Marujita se ha muerto con leucemia   | Patio de Comedias | 1990                 | 2015                | [ 23 ]        |
| Las Marujas entretereques               | Patio de Comedias | 1995                 | 1999                | [ 23 ]        |
| Las Marujas navideñas                   | Patio de Comedias | 2006                 | 2015                | [ 16 ] [ 24 ] |
| Las Marujas Asambleístas                | Patio de Comedias | 2007                 | 2008                | [ 23 ]        |
| Las Marujas: ¡que viejas para verdes!   | Patio de Comedias | 2008                 | 2012                | [ 23 ]        |
| Las Marujas entre memorias y efemérides | Patio de Comedias | 2014                 | 2015                | [ 25 ]        |